# Preprosti ahondrit
Preprosti ahondrit je vrsta meteorita iz skupine ahondritov (kamnitih meteoritov). Skupino preprostih ahondrite imenujejo tudi PAC ahondriti, kar je okrajšava za Primitive Achondrites.
Preprosti ahondriti izhajajo verjetno iz manjšega asteroida, ki je doživel trke. Snov se je pri tem stalila in ponovno hitro kristalizirala.

Preproste ahondrite delimo v nekaj skupin :
- - akapulkoiti
  - brahiniti
  - lodraniti
  - vinonaiti
  - preprosti enstatitni ahondriti

Preprosti ahondriti so izredno pomembni, ker v sebi nosijo veliko podatkov o procesih diferenciacije (razslojevanja) v asteroidih. Meteoriti ne vsebujejo hondrul, vsebujejo pa snovi, ki so bile v asteroidu že ob njegovem nastanku. Kadar meteorit v svojem življenju ni bil fizično spremenjen (toplota, udarci,...), vsebuje hondrule. Kadar pa je prišlo do diferenciacije, ki snovi ni bistveno spremenila, dobimo preproste ahondrite. Če pa je prišlo do večjih sprememb, potem so nastali HED meteoriti.

Akapulkoiti in lodraniti izhajajo iz istega starševskega telesa, zato jih nekateri združujejo v samo eno skupino. Preživeli so različne stopnje segrevanja, vse do taljenja. Sledila je kristalizacija, ki je spremenila kristalno strukturo.